# Rewolwer Colt Dragoon
Colt Dragoon – amerykański rewolwer kapiszonowy skonstruowany przez Samuela Colta w 1847 r. Zmodyfikowana wersja wcześniejszego modelu Walker, cechująca się większą wytrzymałością.

## Historia
Bezpośrednim protoplastą Colta Dragoon był model Walker, którego poważnym mankamentem była wrażliwość bębna na rozerwanie w czasie strzału. Aby temu zaradzić w Dragoonie zastosowano wytrzymalszą niskowęglową stal angielską. Skrócono też długość bębna ograniczając tym samym pojemność jego komór, co wymusiło stosowanie mniejszych ładunków prochu.
Kolejną modyfikacją było zastosowanie zatrzasku do pobojczyka, który w Walkerze nie posiadając zabezpieczenia przejawiał tendencję do opadania w czasie strzału. Skrócono także długość lufy z 8 do 7 cali. Zakres wszystkich modyfikacji zredukował masę broni z 4 funtów i 9 uncji do 4 funtów i 2 uncji, co przełożyło się na zwiększenie poręczności.

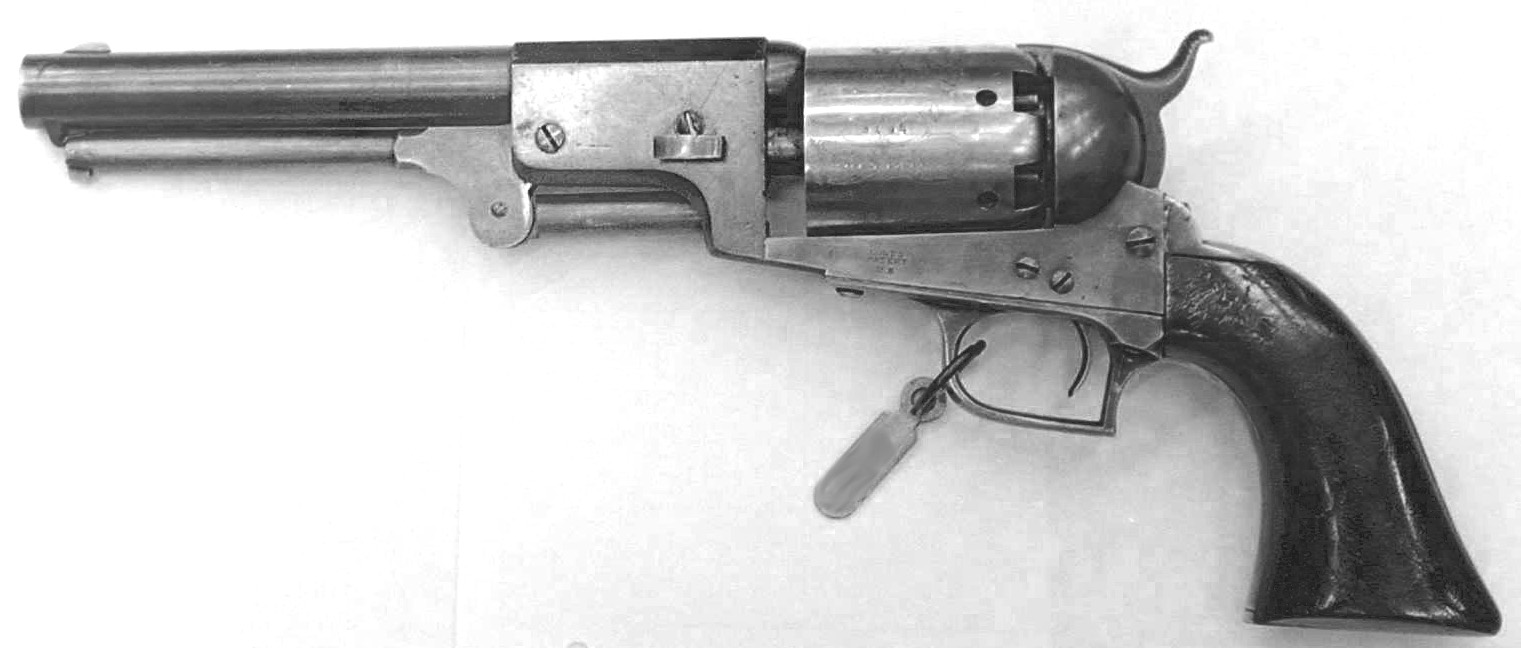
Wariant I z prostokątnym kabłąkiem

W toku produkcji wprowadzano kolejne mniejsze modyfikacje, przez co wyróżnić można 3 zasadnicze warianty tego modelu:
- wariant I – produkowany w latach 1848–1850 (ok. 7000 sztuk).
- wariant II – produkowany w latach 1850–1851 (ok. 2700 sztuk).
- wariant III – produkowany w latach 1851–1861 (ok. 10 500 sztuk). W modelu tym zastosowano zaokrąglony kabłąk. Nieliczne egzemplarze tego wariantu posiadały lufy o długości 8 cali[1]. Około 700 sztuk zostało wyeksportowanych do Wielkiej Brytanii, gdzie niektóre z nich ozdobnie grawerowano[2].

Wyprodukowano łącznie ponad 20 tys. wszystkich wersji Colta Dragoon, a ponad połowa z nich została dostarczona rządowi USA w ramach kontraktów wojskowych. Broń ta stała się przestarzała w momencie wprowadzenia do produkcji nowych rewolwerów Colt Army model 1860, w tym samym kalibrze jednak cechującymi się znacznie mniejszą masą. Colty Dragoon używane były jeszcze na początku wojny secesyjnej, jednak szybko zostały wyparte przez nowocześniejsze modele.
Rewolwery Colt Dragoon produkowano też w innych państwach. Około 1100–1200 sztuk wyprodukowano w Austrii w Kaiserlich-Koeniglich Privilegierten Maschinen und Spinnen Fabrik (Cesarsko-Królewska Uprzywilejowana Fabryka Maszyn, Tekstyliów i Przędzalnictwa.) Austriackie modele określa się mianem Colt Dragoon KKP model 1849.

## Użycie w powstaniu styczniowym
W 1913 r. w 50 rocznicę wybuchu powstania styczniowego zorganizowano wystawę we Lwowie poświęconą powstaniu styczniowemu. Na wystawie zaprezentowano szereg różnych eksponatów w tym też broń powstańców styczniowych. W czasie tej wystawy Józef Kościesza-Jaworski sfotografował broń powstańców styczniowych. Na zachowanej fotografii można rozpoznać karabinek rewolwerowy systemu Colta. Prawdopodobnie mogła to być odmiana rewolweru Colt Navy 1851.  
Patrząc jednak na kształt lufy na fotografii, która najpierw ma przekrój wielokąta, a później przechodzi w lufę okrągłą, to można stwierdzić, że mógł to być też Colt Dragoon w wersji karabinka. W rewolwerach Colt Navy 1851 z reguły lufa na całej długości miała przekrój oktagonalny.